# لوسی هابز تیلر
لوسی هابز تیلر (به انگلیسی: Lucy Hobbs Taylor) (۱۴ مارس ۱۸۳۳ — ۳ اکتبر ۱۹۱۰) نخستین زن آمریکایی بود که مدرکی در دندان‌پزشکی دریافت کرد.

## زندگی‌نامه

### سال‌های آغازین
لوسی هابز در ۱۸۴۹ از آکادمی فرانکلین در مالن، نیویورک فارغ‌التحصیل شد و به تدریس در مدارس پرداخت. زمانی که در بروکلین، میشیگان تدریس می‌کرد، آموختن پزشکی را آغاز نمود. در ۱۸۵۹ به سینسینتی اوهایو رفت و تصمیم گرفت وارد کالج التقاطی پزشکی شود اما بخاطر جنسیتش از پذیرش وی اجتناب ورزیدند؛ بنابراین به‌طور خصوصی تحت تعلیم یکی از استادها قرار گرفت. با توصیه استادش به تحصیل دندان‌پزشکی روی آورد.

### فعالیت حرفه‌ای
هابز به‌طور خصوصی توسط رئیس کالج جراحی دندان اوهایو آموزش دید. در همین زمان بود که برای زن بودنش، از ورود او به کالج پزشکی ممانعت به عمل آوردند. در بهار ۱۸۶۱ مطب خود را در سینسینتی گشود. در ۱۸۶۲ در بلویو، آیووا به درمان بیماران پرداخت. او حرفه پزشکی خود را در سال‌های ۱۸۶۲ تا ۱۸۶۵ در مک‌گرگور، آیووا ادامه داد. در ژوئیه ۱۹۶۵ به عضویت انجمن دندان‌پزشکی ایالتی آیووا درآمد و به عنوان نماینده به انجمن دندان‌پزشکی آمریکا در شیکاگو فرستاده شد. او سرانجام در نوامبر ۱۸۶۵ در کلاس ارشد کالج جراحی دندان اوهایو پذیرفته شد. در فوریه ۱۸۶۶ از آنجا فارغ‌التحصیل شد. در سال ۱۸۶۷ و زمانی که در شیکاگو به طبابت می‌پرداخت با جیمز ام تیلر ازدواج کرد. جیمز نیز با راهنمایی همسرش، دندان‌پزشک شد. آن‌ها در اواخر ۱۸۶۷ به لورنس، کانزاس نقل مکان کردند و حرفه دندان‌پزشکی را ادامه دادند. لوسی هابز در آنجا به حمایت از جنبش حق رأی زنان پرداخت. او پس از مرگ شوهرش در ۱۸۸۶ بازنشسته شد.